# جویی کویین
جویی کویین نام یک شخصیت خیالی در سریال دکستر است که دزموند هرینگتون آن را بازی کرده است.
این شخصیت از فصل سوم وارد سریال شد و تا آخر سریال  (فصل ۸) حضور داشت.